# Oecetis lucipetens
Oecetis lucipetens är en nattsländeart som beskrevs av Barnard 1940. Oecetis lucipetens ingår i släktet Oecetis och familjen långhornssländor. Inga underarter finns listade i Catalogue of Life.